# Doença tropical negligenciada

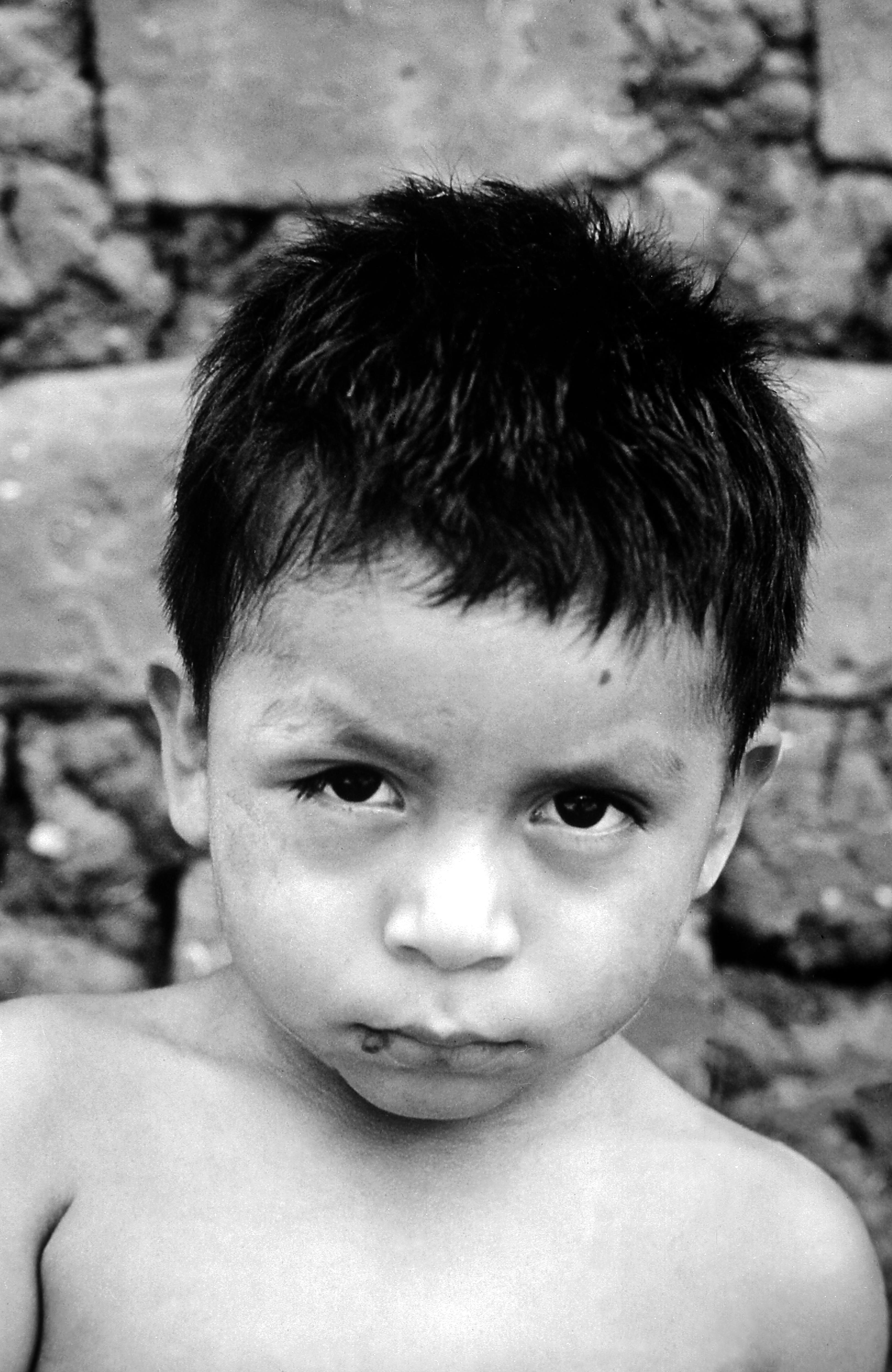
Menino do Panamá afetado pela Doença de Chagas, com tumefação do olho direito (Chagoma) provocada pela picada do barbeiro.

As Doenças Tropicais Negligenciadas (DTNs) são um grupo de infecções tropicais comuns em populações nas regiões em desenvolvimento da África, Ásia e Américas. Entretanto, essas doenças não estão limitadas a estes territórios e ocorrem em populações fora dos trópicos também, como nos casos de DTNs que acometem populações indígenas do Ártico ou em territórios de pobreza na América do Norte e na Europa. Na prática, as DTNs são um problema onde quer que haja pobreza extrema.
As DTNs podem ser causadas por uma variedade de vírus, bactérias, parasitas, fungos e toxinas, e causam cerca de 200 mil óbitos anualmente. Em 2021, 162 países tiveram pelo menos um caso de DTNs. Entretanto, a distribuição epidemiológica dessas doenças é desigual, sendo mais forte em locais que enfrentam pobreza, problemas de saneamento básico e impactos graves das mudanças climáticas.  Na prática, apesar de estarem distribuídas em 162 países, 80% do ônus das DTNs está concentrado em apenas 16 países.
Estima-se que as DTNs afetem mais de 1 bilhão de pessoas por ano, enquanto o número de pessoas que necessitam de intervenções para DTNs (tanto preventivas quanto curativas) é de 1,6 bilhão (segundo dados de 2021). Mesmo assim, esse número representa uma redução de 25% em comparação com 2010. 
Conforme dados de 2020, no Brasil, as DTNs causam certa de 8 mil mortes por ano. A estimativa é de que 30 milhões de brasileiros estejam sob risco de DTNs, sendo que as mais comuns no país são: Doença de Chagas, esquistossomose, filariose linfática, hanseníase, leishmaniose visceral, leishmaniose tegumentar, oncocercose, raiva humana, tracoma e acidente ofídico. 
Para dar mais visibilidade ao tema o Dia Mundial das Doenças Tropicais Negligenciadas foi instituído em 2020 pela Assembleia Mundial da Saúde e é celebrado em 30 de janeiro.

## Impactos sociais
Mulheres, crianças e pessoas geograficamente isoladas da assistência médica são desproporcionalmente afetadas por DTNs, assim como pessoas que vivem em áreas de conflito, devido à interrupção da infraestrutura de assistência médica. Além de prosperar na pobreza, as DTNs também são consideradas condições promotoras da pobreza, pois reduzem a produtividade dos trabalhadores, prejudicam o desenvolvimento infantil e, consequentemente, a capacidade de ganho futuro dessas crianças. A perda econômica resultante tende a piorar as condições de pobreza já existentes.
Geralmente, as pessoas afetadas por deficiências e incapacidades causadas por DTNs enfrentam estigmas e discriminação em suas comunidades, o que dificulta o acesso aos cuidados necessários e leva ao isolamento social.

## Impactos econômicos
Os impactos econômicos dessas doenças podem ser avaliados somando-se os custos diretos dos gastos com prevenção e tratamento com os custos indiretos do tempo de trabalho produtivo perdido devido à morbidade e à mortalidade. Em um nível microeconômico, a análise dos custos fornece informações sobre o efeito em famílias e empresas individuais, enquanto que em nível macroeconômico a análise dos efeitos das DTNS pode mostrar efeitos no desempenho econômico de uma nação.
Um exemplo desses impactos pôde ser observado em um estudo de 2007 que projetou que a infecção crônica por ancilostomíase durante a infância reduz o salário futuro em 43%. Esse estudo permitiu concluir que a infecção por ancilostomíase representa um fator importante para prender as pessoas de baixa renda em um ciclo de pobreza.
Em Gana, o custo do tratamento por paciente com úlcera de Buruli oscila entre 94% e 242% dos ganhos anuais da família, a depender da faixa de renda, segundo dados de 2010. Embora o efeito econômico em ambos os grupos de renda seja grave, essa diferença indica desigualdade, uma vez que os custos do tratamento afetam desproporcionalmente a renda das famílias de renda mais baixa. Existem diversos estudos que apontam os impactos individuais e/ou familiares de DTNs em contextos específicos. Entretanto, se os casos individuais de perda de produtividade forem ampliados, o efeito sobre a produtividade em nível nacional e internacional é substancial.
O impacto macroeconômico de outras doenças tem sido amplamente divulgado para fortalecer o argumento a favor do aumento do financiamento e para promover o desenvolvimento. As taxas de retorno das intervenções para controlar as DTNs (estimadas em 15-30%) não são adequadamente capturadas nas análises de custo-efetividade, pois elas geralmente se concentram apenas no efeito econômico no setor de saúde, sendo que apenas algumas incluem o efeito no paciente ou em sua família.
Prevê-se que as campanhas de prevenção em larga escala aumentem a produção agrícola e os níveis de educação.
Segundo dados de 2010, os custos do tratamento de doenças tropicais negligenciadas são pequenos em comparação com os do combate ao HIV/AIDS, à tuberculose e à malária. Levando em conta as doações de longo prazo de medicamentos, o custo total do tratamento de todos os infectados com oncocercose, filaríase linfática e tracoma é de cerca de US$ 0,46 por pessoa tratada. Esse valor é equivalente ao custo total de cerca de 12 preservativos ou menos da metade do custo anual de um mosquiteiro inseticida de longa duração para combater a malária.
Esses baixos custos para o controle de doenças tropicais negligenciadas são impulsionados por quatro fatores: o compromisso das empresas farmacêuticas de fornecer medicamentos gratuitos; a escala dos programas; o potencial de sinergia dos modos de distribuição para aumentar a eficiência e reduzir os custos; e a contribuição voluntária, muitas vezes não remunerada, de comunidades e professores na distribuição de medicamentos. 
Entretanto, os baixos custos e a alta relação custo-benefício não garantem que uma intervenção seja viável e possa ser prontamente adotada como uma estratégia nacional. Devido à escassez de recursos e à concorrência entre as intervenções, os países podem reconhecer as vantagens de adotar medidas de controle das doenças tropicais negligenciadas, mas têm dificuldades para garantir os recursos financeiros. 
Algumas empresas farmacêuticas se comprometeram a doar os remédios necessários aos tratamentos, e a distribuição em massa foi bem sucedida em vários países.

## Razões para a negligência
Embora existam mais de um bilhão de pessoas afetadas por uma ou mais DTNs, elas não recebem atenção global proporcional, devido às suas localizações remotas ou à falta de voz política, ou mesmo porque a atenção pública tende a se concentrar em doenças com taxas mais altas de incidência e mortalidade ou sintomas sensacionais. Segundo a OMS, elas são “negligenciadas” porque estão praticamente ausentes da agenda global de saúde, têm recursos muito limitados e são praticamente ignoradas pelas agências de financiamento globais. As DTNs são doenças de populações negligenciadas que perpetuam um ciclo de resultados educacionais ruins e oportunidades profissionais limitadas; além de serem associadas ao estigma e à exclusão social.

### Subdiagnóstico
Além da grave subestimação dos impactos duradouros na saúde dos indivíduos afetados, o próprio número de diagnósticos é impreciso. Por exemplo, o Programa Africano de Controle da Oncocercose trata apenas de comunidades hiperendêmicas e mesoendêmicas; portanto, o número de indivíduos infectados em comunidades onde a prevalência de infecção por Onchocerca volvulus é menor que 40% não é conhecido e, portanto, não é incluído em nenhum cálculo do impacto.

### Estigma
O estigma afeta muito o controle de doenças ao diminuir a busca de ajuda e a adesão ao tratamento. Além disso, os impactos psicossociais nos indivíduos afetados são um fardo a mais das DTNs, especialmente quando associados à perda do respeito próprio, sentimentos de desesperança, depressão, estigmatização, e uso de drogas e álcool. Da mesma forma, o estigma também tem um papel no compromisso político com o controle de doenças.
A lógica que motiva o estigma para diferentes condições inclui uma mistura de significado cultural, incômodo social causado pela desfiguração e deficiência, e medo exagerado de perigo e contágio. A influência relativa de cada um desses fatores pode variar a depender da história e contexto de cada local. Existem também estigmas associados a doenças específicas e seus sintomas, a depender do contexto e expectativas culturais. 
Por exemplo, muitas culturas condenam moralmente pacientes com hanseníase (lepra) e repercutem preconceitos e desinformação que impactam a vida e a sociabilidade das pessoas diagnosticadas. Desde a década de 1980, os programas de controle de doenças começaram a integrar a mitigação do estigma em suas ofertas. Por exemplo, na Índia, um programa de hanseníase priorizou a mensagem de que "a hanseníase tem cura, não é hereditária" para inspirar otimismo nas comunidades altamente afetadas. O objetivo era tornar a hanseníase uma doença "como qualquer outra", de modo a reduzir o estigma. Ao mesmo tempo, os recursos médicos foram otimizados para cumprir a promessa de que a doença poderia ser curada.

### Falta de incentivos econômicos
O tratamento e a prevenção de doenças tropicais negligenciadas não são vistos como lucrativos, portanto, as patentes e o lucro não desempenham nenhum papel no estímulo à inovação. 
Embora os tratamentos possam ser relativamente baratos, o seu baixo preço é dependente de uma estrutura pouco lucrativa, baseada em quatro aspectos: o compromisso das empresas farmacêuticas de fornecer medicamentos gratuitos; a escala dos programas; as oportunidades de sinergia dos modos de distribuição; e a contribuição voluntária, muitas vezes não remunerada, de comunidades e professores na distribuição de medicamentos. 
Dessa forma, o investimento em tecnologias para controle e tratamento de DTNs não é visto como lucrativo, e não têm estímulo econômico para buscar a inovação. A dependência de recursos internacionais é problemática, já que a alocação dos recursos de doações internacionais não reflete os ônus e custos de cada doença, assim como o potencial custo-benefício das intervenções contra DTNs. 
Dados de 2003 a 2007 apontam que os países doadores de Assistência Oficial ao Desenvolvimento (AOD, ou, em inglês, Official Development Assistance, ODA) - um tipo específico de ajuda internacional - destinaram em média apenas 0,6% do total anual do orçamento para a luta contra as DTNs. Enquanto isso, a participação média dos projetos de controle do HIV/AIDS foi de 36,3%, da malária, 3,6%, e da tuberculose, 2,2%. 
Uma pesquisa de 2002 aponta que, para o setor farmacêutico, a pesquisa e o desenvolvimento são muito caros e arriscados para investir em doenças negligenciadas de baixo retorno. Segundo o mesmo estudo, iniciativas públicas e privadas tentaram superar essa limitação de mercado por meio de pacotes de incentivo e parcerias público-privadas.
Entretanto, uma análise das iniciativas públicas e privadas constatou que havia uma chance 13 vezes maior de um medicamento recém-comercializado nos EUA ser para doenças do sistema nervoso central ou câncer do que para uma DTN.

### Pobreza e marginalização das populações afetadas
Como dito no início, as doenças tropicais negligenciadas ocorrem também fora dos trópicos. Estudando os casos entre as populações indígenas do Ártico, pesquisadores apontam que o marcador mais importante da demografia dessas doenças é a pobreza. 
Mesmo na Europa ou América do Norte, existem territórios de populações marginalizadas que sofrem com a negligência típica das DTNs. Na Europa, estão concentradas no leste e no sul da Europa, onde os níveis de pobreza são mais altos. As doenças mais prevalentes nessa região são a ascaridíase, a tricuríase, as infecções zoonóticas por helmintos e a leishmaniose visceral. 

## Controle, tratamento e prevenção de DTNs
Muitas DTNs têm semelhanças nas medidas de tratamento, na epidemiologia e na distribuição geográfica. Dessa forma, muitas DTNs têm estratégias semelhantes para controle e erradicação.
As medidas preventivas e o tratamento para algumas dessas doenças são conhecidos, mas não são disponíveis universalmente nas áreas mais pobres do mundo. A OMS recomenda cinco estratégias principais para lidar com o ônus das DTNs: quimioterapia preventiva, gerenciamento individual de doenças, controle de vetores, saúde pública veterinária e água, saneamento e higiene (WASH) dentro de uma abordagem sistêmica e transversal. A experiência passada demonstrou que, embora uma intervenção possa predominar no controle de uma doença específica ou de grupos de doenças, o impacto sobre a morbidade e a transmissão é mais eficaz quando todas as intervenções necessárias são combinadas e realizadas simultaneamente.
O controle de saúde pública das DTNs é complexo pois muitas delas são transmitidas por vetores, ficam alguns períodos armazenadas em animais e estão associadas a ciclos de vida complexos.
O enfrentamento às DTNs consta nos Objetivos de Desenvolvimento Sustentável, uma coleção de 17 metas globais, estabelecidas pela Assembleia Geral das Nações Unidas.
“Meta 3.3: até 2030, acabar com as epidemias de AIDS , tuberculose, malária e doenças tropicais negligenciadas, e combater a hepatite, doenças transmitidas pela água, e outras doenças transmissíveis.” 
Segundo a Organização Mundial da Saúde (OMS), o combate às DTNs impacta e contribui para a realização de vários outros Objetivos de Desenvolvimento Sustentável,como alcançar a igualdade de gênero e capacitar todas as mulheres e meninas (Objetivo 5), garantir a disponibilidade e a gestão sustentável da água e do saneamento para todos (Objetivo 6), construir uma infraestrutura resiliente (Objetivo 9), tornar as cidades e os assentamentos humanos inclusivos, seguros, resilientes e sustentáveis (Objetivo 11) e tomar medidas urgentes para combater a mudança climática e seus impactos (Objetivo 13). 

## Lista das doenças tropicais negligenciadas
Não há uma única lista padronizada de DTNs, e mesmo a da Organização Mundial da Saúde não é exaustiva. Alguns dos itens são categorias com variações internas, como as trematodíases ou as micoses profundas.
- Úlcera de Buruli;
- doença de Chagas;
- dengue;
- chikungunya;
- dracunculíase;
- equinococose;
- trematodíases de origem alimentar;
- tripanossomíase humana africana;
- leishmaniose;
- lepra;
- filariose linfática;
- micetoma, cromoblastomicose e outras micoses profundas;
- noma;
- oncocercose;
- raiva;
- sarna e outras ectoparasitoses;
- esquistossomose;
- helmintíases transmitidas pelo solo;
- envenenamento por picada de cobra;
- teníase/cisticercose;
- tracoma;
- bouba.

## Epidemiologia

### Ônus global das DTNs
O gráfico abaixo classifica as DTNs nos países em 3 categorias: ausente (pontuação 0), presente (pontuação 0,5) ou endêmica (pontuação 1). Esses valores foram totalizados para calcular o ônus, e as pontuações variaram de 0 a 14,5. O Brasil tem o vermelho mais forte, pois é o país que concentra a maior variedade de DTNS no mundo.

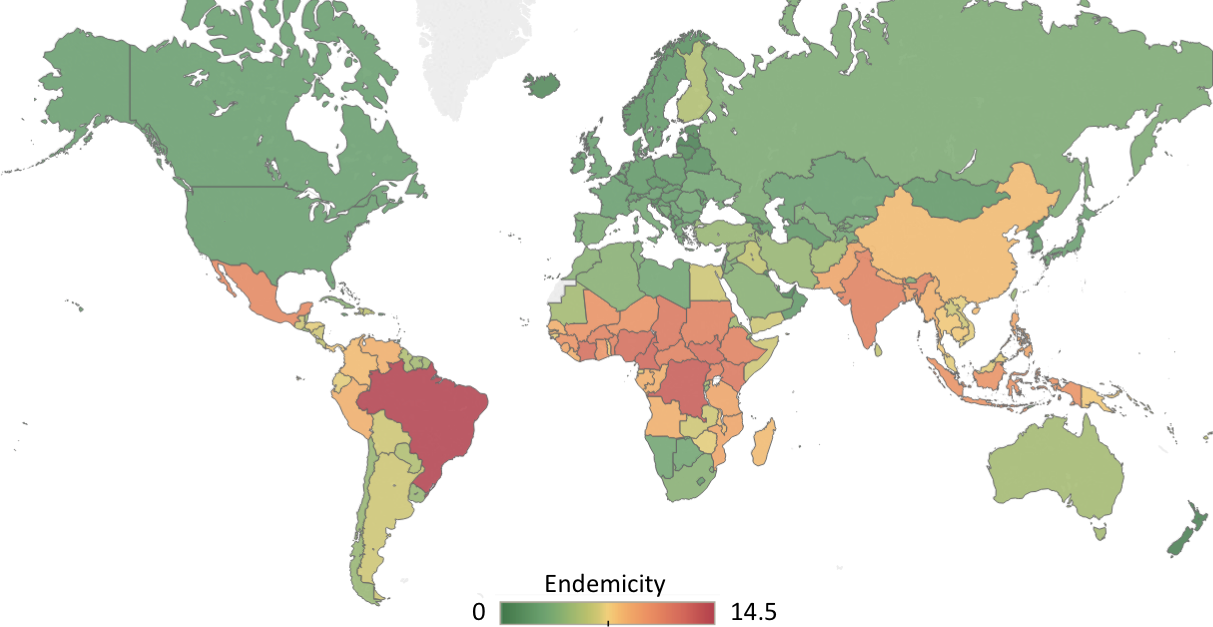
Mapa de endemicidade e ônus global das doenças tropicais negligenciadas.

### No Brasil
Em um relatório que analisa dados das DTNs no Brasil entre 2015 e 2020, o Governo Brasileiro as maiores taxas de detecção de casos foram verificadas nas Regiões Norte e Nordeste. Foram cerca de 8 mil óbitos por ano no período, concentrados nas regiões Centro-Oeste, Sudeste e Nordeste. 
Há uma relação direta entre detecção de DTNs e o Índice Brasileiro de Privação (IBP), que analisa a desvantagem que um indivíduo, família ou grupo enfrenta em relação à sua comunidade, local ou a sociedade de modo mais geral.  As maiores taxas foram detectadas na população masculina, indígena e em >60 anos. Houve redução da detecção no período de 2007-2020 para o País e em todas as grandes regiões. 
No Brasil, a estimativa do Ministério da Saúde é que cerca de 30 milhões de pessoas se encontram sob risco no que concerne às DTNs. As DTNs mais comuns no país são: doença de Chagas, esquistossomose, filariose linfática, hanseníase, leishmaniose visceral, leishmaniose tegumentar, oncocercose, raiva humana, tracoma e acidente ofídico.  

O Brasil é o país com o maior número de NTDs com ocorrência regular e estabelecida. Também é o país cujo plano de enfrentamento de NTDs abrange a maior quantidade de doenças de uma só vez. Em 2012, o país lançou um plano nacional integrado de doenças tropicais negligenciadas. Ao vincular esse plano ao Brasil sem Miséria - o plano nacional para a redução da pobreza - o Brasil institucionalizou os fortes vínculos entre a pobreza e as doenças tropicais negligenciadas e ajudou a implementar abordagens intersetoriais consideradas eficazes por pesquisadores internacionais.